# Кілійська фортеця
Кілійська фортеця (тур. Kili kalesi) — фортеця у місті Кілія на півдні Бессарабії на лівому березі Дунаю, Одеська область, Україна.

## Історія

### Античність
У давнину на місці майбутньої фортеці Кілія існувала грецька фортеця Ахіллея. Назва, схоже, походить від імені грецького героя Ахілла, похованого, за переказами, в гирлі Дунаю. Назва Кілія, яка вперше згадується в 1281 році арабо-перським літописцем Рашидом Аль-Діном, походить від грецького Κελλια, «зерносховища».

### Середньовіччя

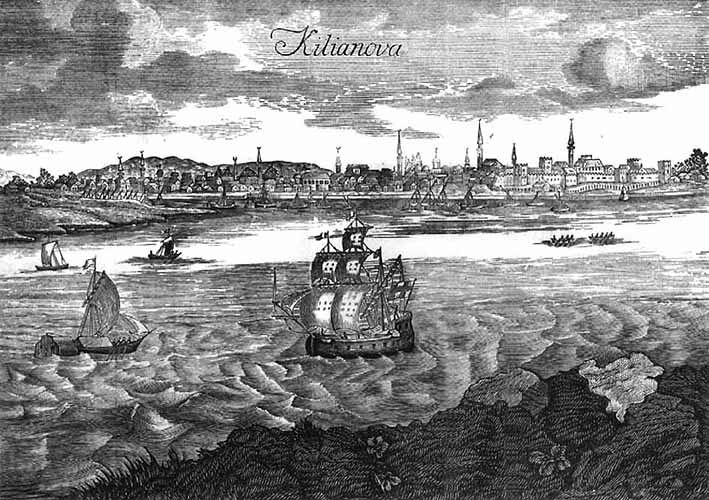
Порт Кілії (XV століття)

До X століття фортецею керували візантійці. Пізніше вона перейшла у володіння генуезців. У цей період фортеця називається Лікостома.
Реєстр, який зберігався в Кілії генуезьким нотаріусом Антоніо де Поденцоло в період з листопада 1360 по травень 1361 року, свідчить про інтенсивну комерційну діяльність на Нижньому Дунаї. Звідси велику кількість пшениці, меду, воску, вина, солі, риби та інших продуктів вивозили до Константинополя.
Наприкінці XIV століття Мірча І Старий розширив територію Валахії до Чорного моря, завдяки чому Кілія стала частиною валаської держави. Незабаром, у 1426 році, господар Молдавії Олександр Добрий взяв фортецю під контроль, скориставшись складною ситуацією, в якій опинився володар Валахії Дан II. Через два десятиліття, в 1448 році, правитель Молдавії Петро II передав фортецю Яношу Гуньяді, який допоміг йому у боротьбі за відновлення правління Романа II.
22 липня 1462 року воєвода Молдавський Штефан III Великий взяв в облогу фортецю Кілію, яку захищав угорський королівський гарнізон. Під час нападу Штефан отримав травму щиколотки. За традицією, Штефан Великий програв лише дві битви, однією з яких стала облога Кілії в 1462 році. Через два з половиною роки, 25 січня 1465 року, після одноденної облоги (24 січня), Стефан Великий завоював кілійську фортецю. Правитель називає Ісаю, свого швагра, старшиною міста. Для вдосконалення оборонної системи влітку 1479 року Стефан Великий відбудував на лівому березі Дунаю фортецю Кілія. У роботах взяли участь 800 мулярів та 17 000 допоміжних засобів.
У 1484 році відбувся похід султана Баязида II на Молдавію. 6 липня того ж року з військом понад 60 000 осіб починається облога фортеці Кілія, яку захищали 400 молдаван. Через вісім днів, 14 липня, османам вдалося завоювати фортецю.

### Новий час

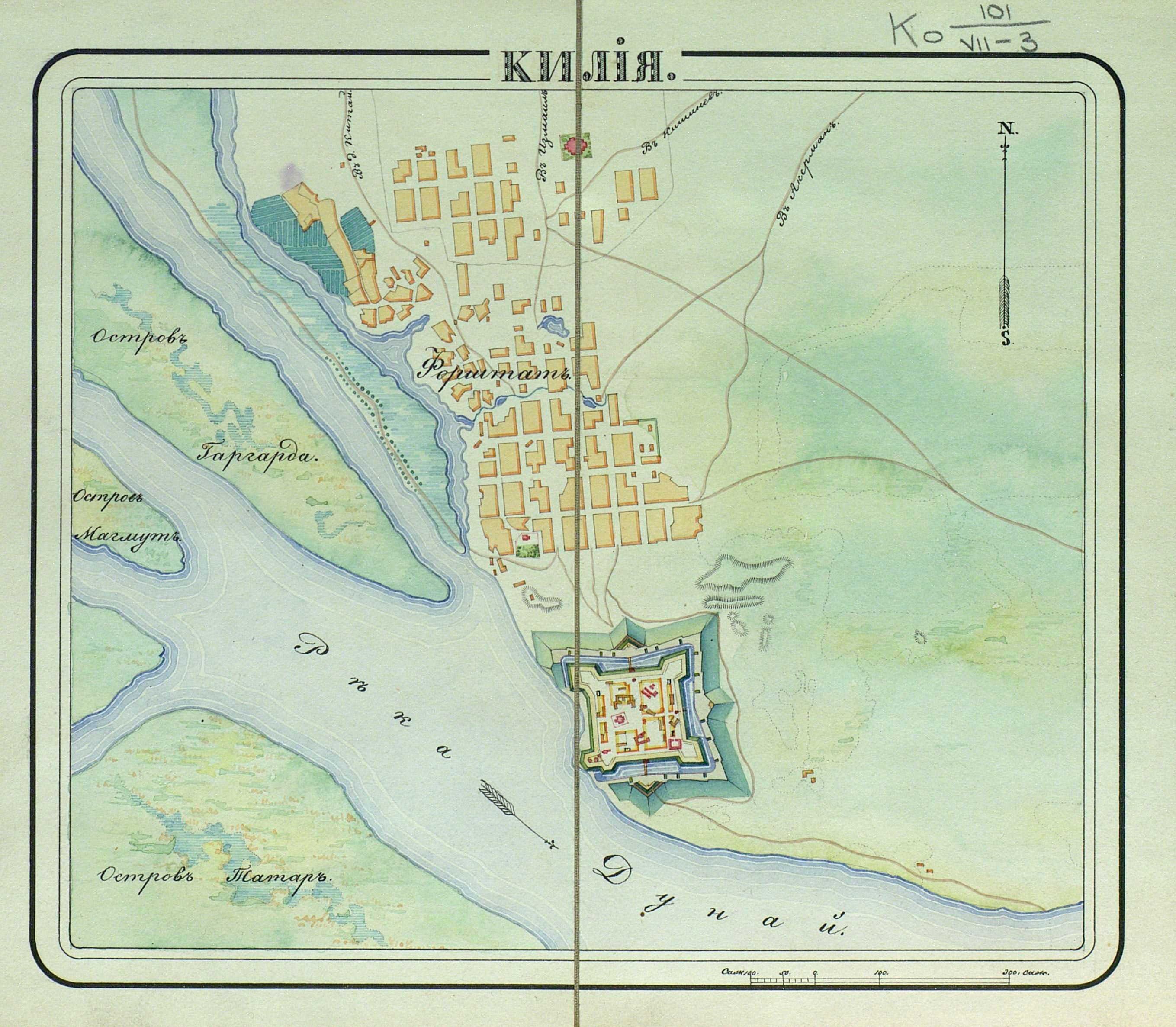
Карта Кілії 1812 року

Від завоювання фортеці 1484 року до анексії Бессарабії у 1812 році Російською імперією Кілією керували турки-османи. З 1856 року внаслідок поразки Росії у Кримській війні Кілія повернулась до складу Молдавії, проте вже у 1878 році повернулась до складу Росії внаслідок поразки Османської імперії у російсько-турецькій війні 1877—1878 років.

### Фортеця у наш час

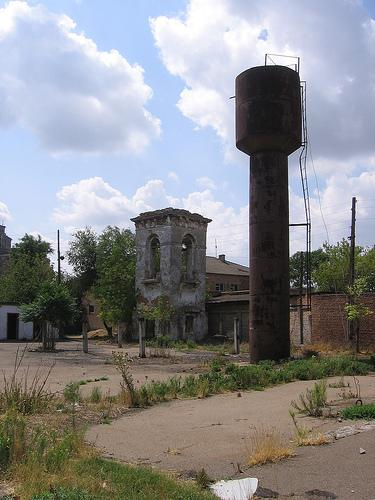
Руїни фортеці. Фотографія 2007 року

Фортеця перебуває в стані руїни. Зараз від фортеці, яка знаходиться на приватній території промислового підприємства, залишилася лише вежа (ймовірно, каплиця цитаделі).